# علي عبد الرسول
علي عبد الرسول (مواليد 4 ديسمبر 1999) هو لاعب كرة قدم كويتي محترف يلعب في مركز الظهير الأيسر مع نادي العربي ومنتخب الكويت لكرة القدم.

## المسيرة الكروية
اليرموك
خاض علي مباراته الأولى بعد أن استدعاه اليرموك للفريق الأول في موسم 2018-2019، وبعد عام أصبح أصغر قائد في تاريخ اليرموك، وطلب الرحيل في نهاية الموسم بعد نزاع على عقده.
العربي
وفي أكتوبر 2021، وقع مع نادي العربي عقدًا لمدة خمس سنوات.

## المسيرة الوطنية
تم استدعاء علي لأول مرة ضد البوسنة في عام 2021، لكنه ظهر لأول مرة بعد عامين في بطولة اتحاد جنوب آسيا لكرة القدم 2023.

## الأوسمة
اليرموك
- الدوري الكويتي الأول: 2018–19.

العربي
- كأس ولي عهد الكويت: 2021-22، 2022-23.
- كأس السوبر الكويتي: 2021.

الكويت
بطولة اتحاد جنوب آسيا لكرة القدم (الوصيف): 2023.